# Philippe Viard
Philippe-Joseph Viard SM (ur. 11 października 1809 w Lyonie, zm. 2 czerwca 1872 w Wellington) – francuski duchowny rzymskokatolicki, marista, misjonarz, pierwszy biskup wellingtoński.

## Biografia

### Młodość i prezbiteriat
Philippe-Joseph Viard urodził się 11 października 1809 w Lyonie we Francji. 20 grudnia 1834 w katedrze św. Jana Chrzciciela w Lyonie otrzymał święcenia prezbiteriatu i został kapłanem archidiecezji lyońskiej. W kolejnych latach pracował jako wikariusz w parafiach swojej diecezji. 1 stycznia 1839 wstąpił do Towarzystwa Maryi (marystów). 19 maja 1839 złożył śluby zakonne i już następnego dnia wyruszył do Nowej Zelandii, do której dotarł 8 grudnia 1839.
Otrzymał tam polecenie założenia stacji misyjnej w Taurandze nad Zatoką Obfitości. Zdobył tam wiedzę o Maorysach. Misja, pomimo izolacji, stopniowo zdobywała silną pozycję. Ks. Viard był również rozjemcą między walczącymi plemionami.
4 czerwca 1841 wikariusz apostolski Zachodniej Oceanii Jean-Baptiste Pompallier mianował ks. Viarda wikariuszem generalnym. Na tym stanowisku odwiedział i zakładał misje w Nowej Zelandii, na Wallis i Futunie i Nowej Kaledonii. W 1843 asystował w sakrze biskupiej wikariusza apostolskiego Środkowej Oceanii Pierre'a Bataillona SM.

### Episkopat
7 lutego 1845 papież Grzegorz XVI mianował go koadiutorem wikariusza apostolskiego Nowej Zelandii bpa Pompalliera oraz biskupem in partibus infidelium Orthosii. Ks. Viard o nominacji dowiedział się dopiero w październiku. 4 stycznia 1846 w katedrze Najświętszej Maryi Panny w Sydney przyjął sakrę biskupią z rąk arcybiskupa Sydney Johna Bede Poldinga OSB. Współkonsekratorem był wikariusz apostolski Nowej Zelandii Jean-Baptiste Pompallier SM.
Od 1846 faktycznie zarządzał wikariatem pod nieobecność bpa Pompalliera. 20 czerwca 1848 papież Pius IX postanowił powołać drugą diecezję w Nowej Zelandii, ze stolicą w Wellington. Jej administratorem apostolskim mianował bpa Viarda. Informacja ta dotarła do niego z Rzymu 15 lutego 1849. Do Wellington wyruszył w kwietniu 1850, po powrocie z Rzymu do Auckland bpa Pompalliera.
Nowa diecezja bpa Viarda była rozległa terytorialnie, lecz liczyła niewielu duchownych. Biskup zakładał nowe misje i w miarę możliwości finansowych budował kościoły. Z pomocą rządu centralnego i prowincji otworzył kilka szkół katolickich.
3 lipca 1860 papież Pius IX mianował go pełnoprawnym ordynariuszem Wellingtonu. W kolejnych latach diecezja się rozwijała. Przybywało kapłanów, dzięki czemu mogły powstawać nowe misje i parafie. Przybywali także katoliccy emigranci z Europy, głównie z Irlandii. Bp Viard potępił fenian i zawiesił kilku irlandzkich kapłanów, którzy byli aktywnymi zwolennikami tej organizacji.
8 lipca 1868 wyjechał do Europy, gdzie jako ojciec soborowy wziął udział w soborze watykańskim I. Do diecezji powrócił 19 marca 1871 witany przez tłumy wiernych. Po powrocie stan jego zdrowia pogorszył się. Zmarł w Wellington 2 czerwca 1872.